# Meu Mundo
Meu Mundo é o álbum de estreia do cantor brasileiro Bruno Miguel, lançado em 2009. Este álbum rendeu a Bruno 3 inidicações ao Grammy Latino de 2011. Entre as músicas do álbum predominantemente romântico está a faixa-título, grande hit nas rádios em 2008 e "Faz assim" de sua autoria, que fez parte da trilha sonora de Malhação e estourou na regravação feita pelo grupo Sorriso Maroto. Completa o álbum o primeiro single "Onde Eu Errei", que já vem sendo executado com sucesso nas rádios e conta com a participação de Bruno Cardoso. Há ainda uma versão de Loving You, de Andru Donalds, intitulada "Sem Querer" e a releitura de Frisson, clássico composto por Tunai.

## Lista de faixas
| N.º            | Título                   | Compositor(es)                               | Produtores     | Duração |  |
| 1.             | "Sem Querer"             | Donalds Andru                                |                | 4:58    |  |
| 2.             | "Onde Eu Errei"          | Bruno Miguel                                 |                | 4:37    |  |
| 3.             | "Linha do Horizonte"     | Bruno Miguel, Fábio Keldani                  |                | 5:33    |  |
| 4.             | "Ninguém Mais"           | Bruno Miguel                                 |                | 4:31    |  |
| 5.             | "Faz Assim"              | Bruno Miguel                                 |                | 3:49    |  |
| 6.             | "Por Te Amar Assim"      | Bruno Miguel, Fábio Keldani                  |                | 4:02    |  |
| 7.             | "Frisson"                | Tunai, Natureza                              |                | 4:34    |  |
| 8.             | "Meu Mundo"              | Bruno Miguel                                 |                | 5:03    |  |
| 9.             | "Depois do Por do Sol"   | Bruno Miguel, Fábio Keldani                  |                | 5:01    |  |
| 10.            | "Preto e Branco"         | Bruno Miguel, Fábio Keldani, Umberto Tavares |                | 5:01    |  |
| 11.            | "Eu Não Vou Deixar Você" | Umberto Tavares, Jefferson Júnior            |                | 5:01    |  |
| 12.            | "Sorte"                  | Bruno Miguel                                 |                | 5:01    |  |
| 13.            | "Final Feliz"            | Matheus Santos                               |                | 5:01    |  |
| Duração total: | Duração total:           | Duração total:                               | Duração total: | 46:33   |  |